# CEASA

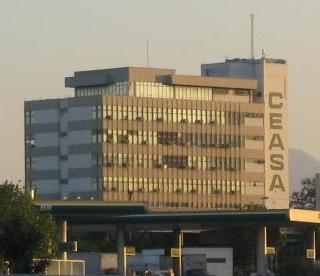
Ceasa do Rio de Janeiro.

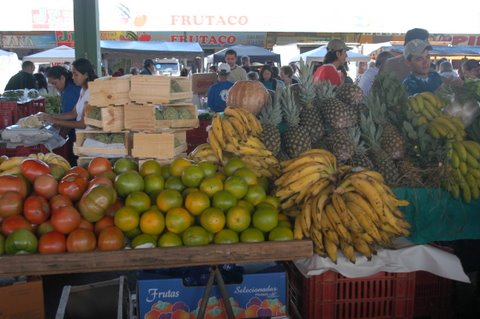
Banca de frutas no Ceasa de Brasília, Distrito Federal.

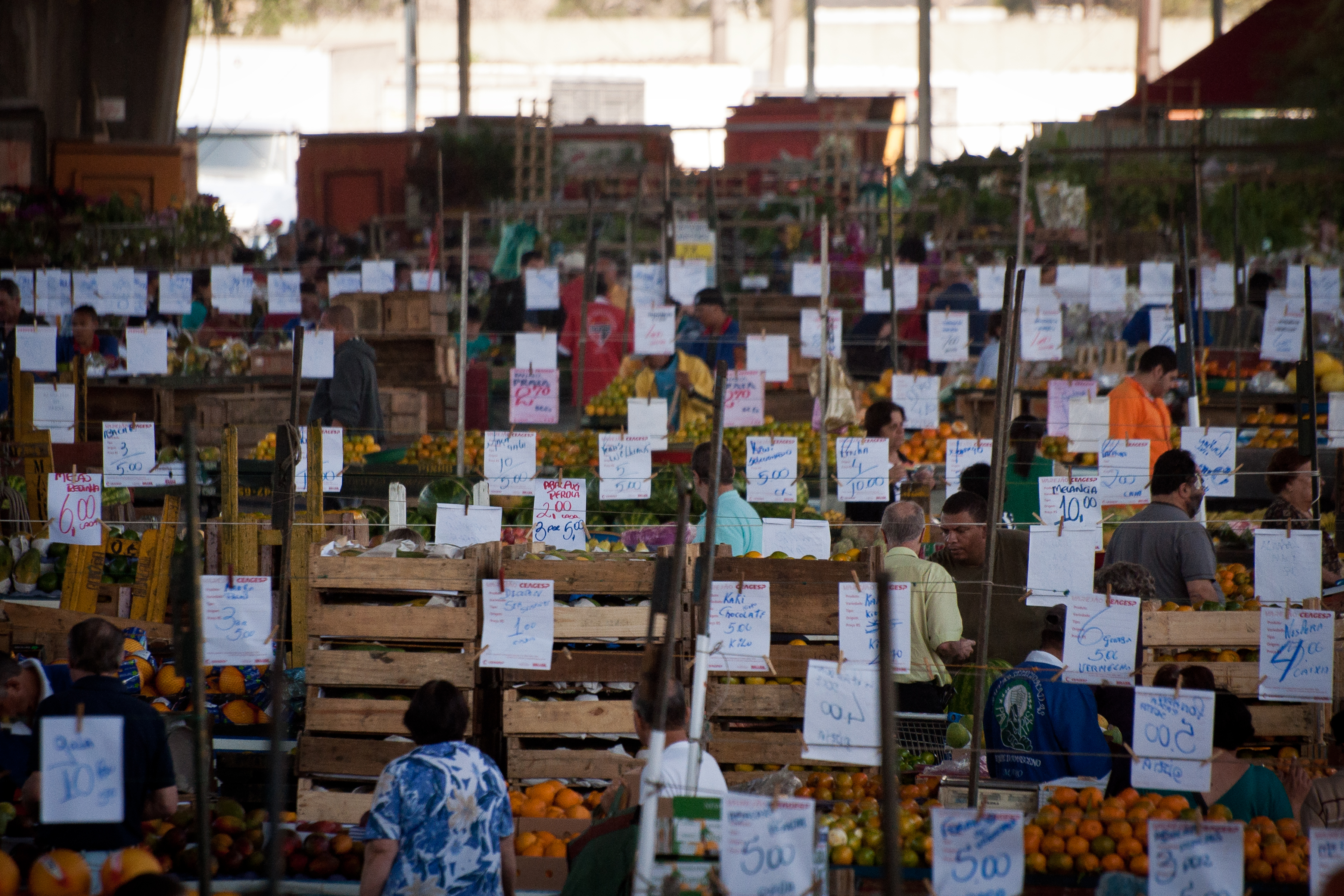
Banca de frutas na CEAGESP, São Paulo.

CEASA é a sigla e denominação popular das centrais de abastecimento, que são empresas estatais ou de capital privado destinadas a promover, desenvolver, regular, dinamizar e organizar a comercialização de produtos da hortifruticultura a nível de atacado em uma região de ação.
Surgiram no Brasil ao final da década de 1960, como iniciativa do Governo Federal para melhorar a qualidade da comercialização de hortigranjeiro no país.
Para a sua implantação, buscou-se ajuda de organismos internacionais como a Organização das Nações Unidas para Alimentação e Agricultura (FAO) e também se baseou na experiência de outros países em técnicas de planejamento, construção e operação de mercados atacadistas. Com a parceria dos governos estaduais e municipais, foram construídas Ceasas nas principais capitais do país.
Em 1988, o Governo Federal transfere para os estados e municípios o controle acionário de 21 CEASAs que antes eram integradas e formavam o Sistema Nacional de Centrais de Abastecimento (Sinac), sob gestão da estatal COBAL (Companhia Brasileira de Alimentos), conhecida atualmente como CONAB.
Os comércios de hortifrutigranjeiros são alugados pelas Ceasas às empresas privadas, na forma de licitação, e cada armazém é denominado "BOX". No Ceasa do Distrito Federal existem vários destes boxes, havendo nele também uma área em que pequenos comerciantes montam bancas e comercializam seus produtos.
As Ceasas estatais no Brasil são de capital misto, ou seja, baseado no sistema de ações S/A. Por esse motivo, todos os funcionários estão em regime Consolidação das Leis do Trabalho e não estatutários.
A CEASA/PE é uma Organização Social (OS) de direito privado, sem fins lucrativos, instituída na forma da Lei Estadual nº 11.743/2000. A Nova Ceasa (PI) foi constituída sob a forma de PPP (parceria público-privada).
Diversos Estados do Brasil possuem as suas Ceasas atualmente, como Mato Grosso,  Rio de Janeiro, Paraná, Santa Catarina e Pernambuco , além do Distrito Federal. A CEAGESP, localizada na cidade de São Paulo, é o maior centro de abastecimento de frutas e verduras do Brasil e da América Latina, e o terceiro maior centro atacadista de alimentos do mundo.